# 泰式花环

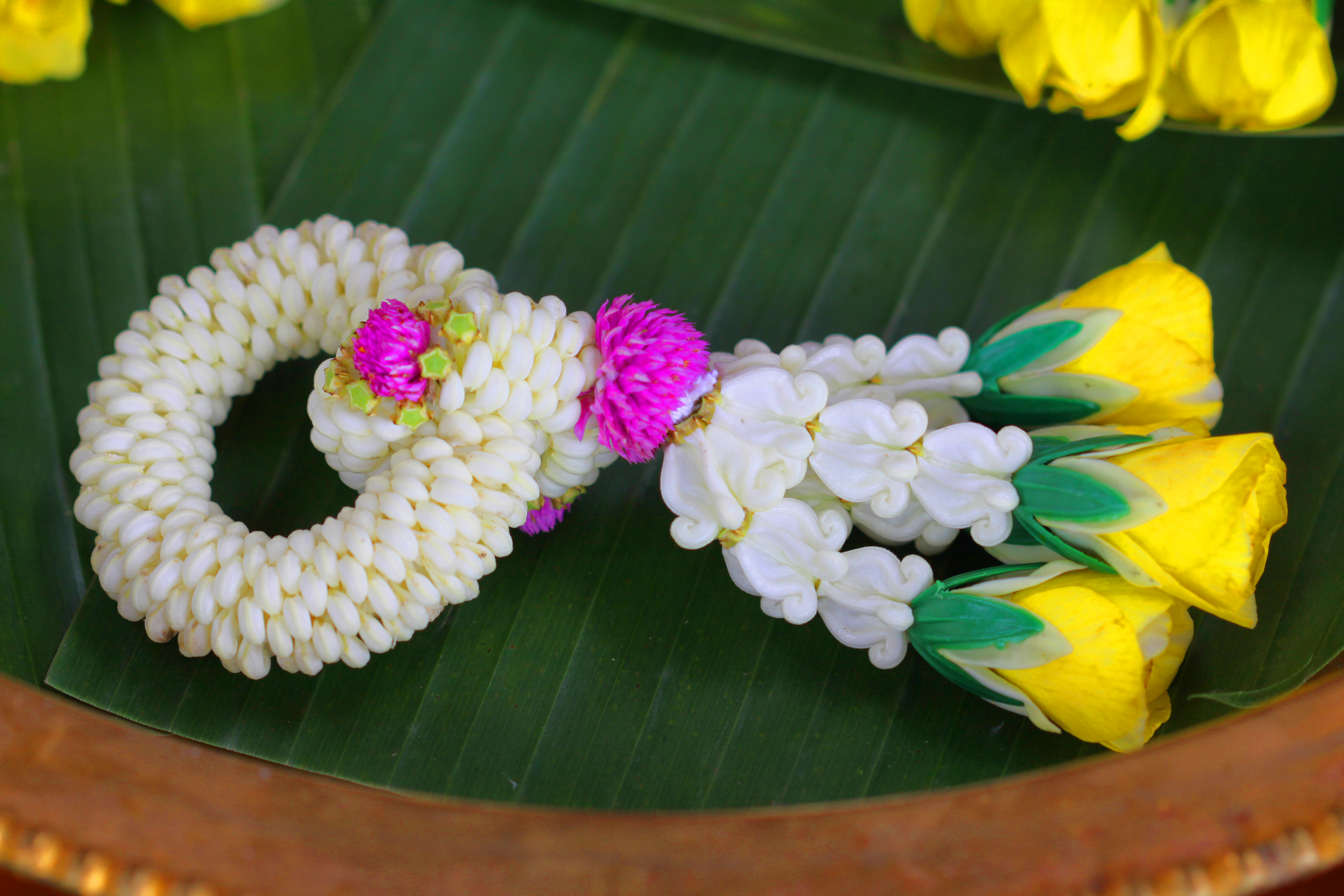
一串泰式花环

泰式花环，又称香花串，是一种泰国的特色手工艺品，由鲜花和花叶制成。有玫瑰、栀子、牛角瓜、馬纓丹、茉莉花叶、茉莉、络石、千日紅、使君子、軟枝黃蟬、鸡冠花、大麗菊、叶子花等数百种。泰式花环常用于拜见父母长辈、供佛和节日。
泰式花环最早源于素可泰王朝时期，后发展成手工艺品。
泰华农民研究中心对曼谷购买行为的研究表明，在曼谷1年购买花环的费用为5亿泰铢。

除新鲜花环外，也有面粉做成的仿真花环，用面粉、胶水、颜料和杀菌防腐剂以长期保存，主要以作为纪念品销售往海外。